# AMZ Dzik
Dzik (пол. Кабан) — многоцелевой бронеавтомобиль польского производства. Производится заводом AMZ в городе Кутно. Предназначен как для патрулирования, так и для интервенции, а также в качестве бронетранспортера для использования различными миротворческими и полицейскими силами. Его броня обеспечивает защиту от пуль калибра 7,62 мм. Dzik-3 также может похвастаться пуленепробиваемыми окнами, устойчивыми к проколам шинами и дымовыми установками.
Автомобили Dzik оснащены турбодизельным двигателем мощностью в 146 л. с.

## Варианты
Dzik выпускается в четырёх вариантах на базе одного шасси:
- Dzik-АТ (AT antiterrorystyczny — антитеррористический) с 3 дверями, вместимостью до 8 человек и 10 амбразурами для стрельбы.[2]
- Dzik-2 с 5 дверями, вместимостью до 8 человек, 8 амбразурами и вращающейся пулеметной башней на крыше.[3]
- Dzik-3 (также известный под иракским обозначением Ain Jaria 1) с 4 дверями, вместимостью до 11 солдат, 13 амбразурами, пулеметной башней и двумя двойными дымовыми гранатометами .[4]
- Dzik Cargo с 2 дверями, 2 амбразурами, вместимостью до 3 человек и грузовым отсеком.[5]

Покупатели также могут приобрести бронемашины Dzik в санитарном и зенитном вариантах.
Несколько автомобилей Dzik-AT были закуплены польским МВД и должны заменить устаревшие БТР-60 в качестве основной антитеррористической машины на службе. Dzik-2 использовались польской военной полицией, где были известны под прозвищем Gucio. Они были выведены из эксплуатации в 2014 году
Dzik-3 был специально разработан для нужд Иракской армии, где он используется в качестве основного бронетранспортера. По состоянию на 2006 год, было заказано 600 бронемашин Dzik-3 с возможностью увеличения заказа до 1000 и более.

## Операторы

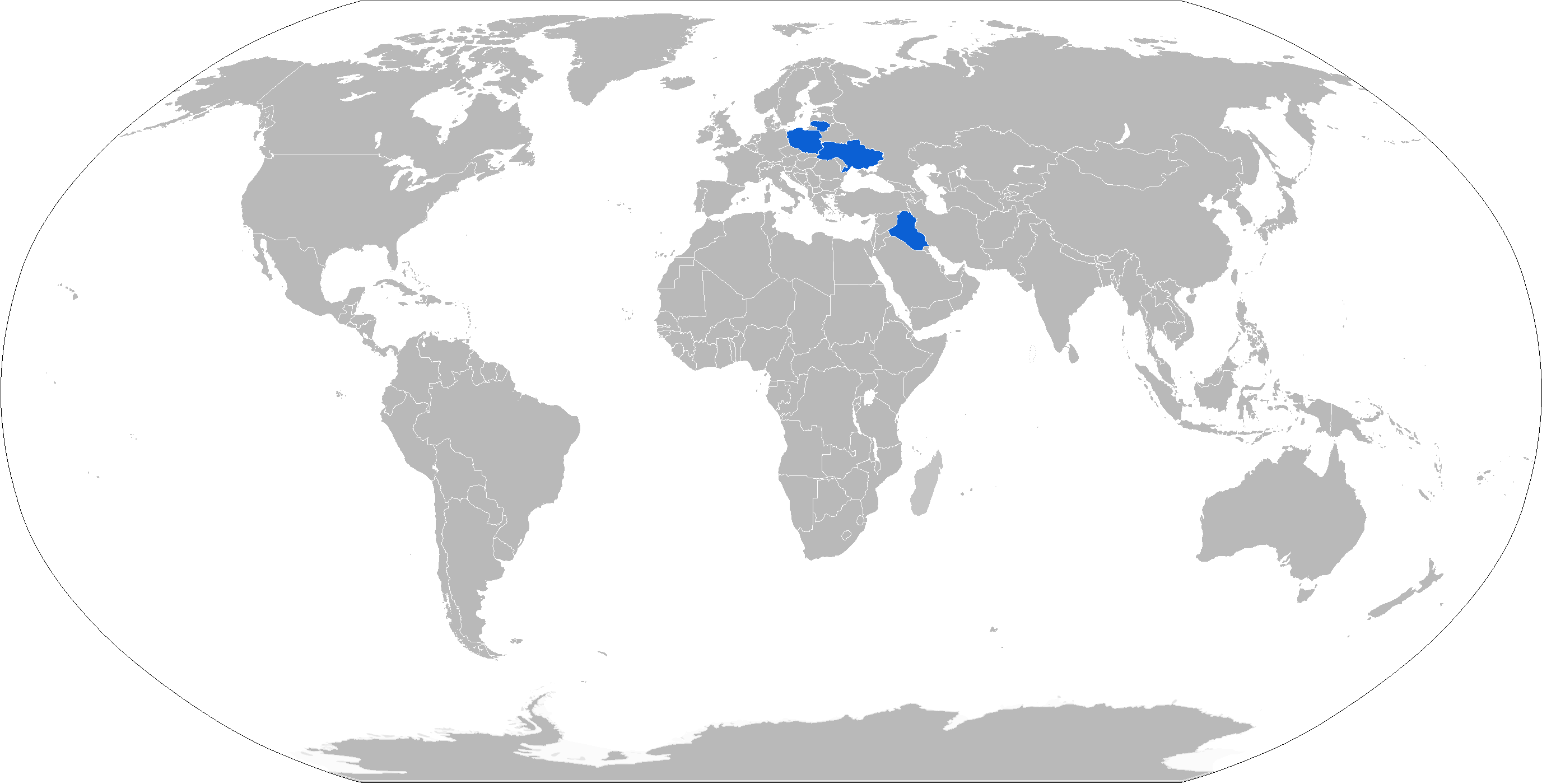
Карта операторов AMZ Dzik. Операторы отмечены синим цветом

### Текущие операторы
- Ирак
  - Сухопутные войска — Dzik-3
- Литва
  - ARAS — Dzik-AT
- Польша
  - SPAP — Dzik-AT
- Украина
  - Сухопутные войска — Dzik-2[9]